# 棕噪鹛
棕噪鹛（学名：Pterorhinus berthemyi），又名竹鳥、八音鳥，是噪鹛科黑喉噪鹛属的一种，为中国大陆的特有种。该物种的保护状况被评为无危。
棕噪鹛的栖息地包括种植园、亚热带或热带的湿润低地林和亚热带或热带的湿润山地林。